# Oi voskoi
Oi voskoi è un film del 1967 diretto da Nikos Papatakis.